# Vasilij Ivanovič Karatajev (generalmajor)
Vasilij Ivanovič Karatajev (rusko Василий Иванович Каратаев), ruski general, * 1762, † 1813.
Bil je eden izmed pomembnejših generalov, ki so se borili med Napoleonovo invazijo na Rusijo.
Njegov portret je bil eden izmed 13, ki niso bili nikoli izdelani za Vojaško galerijo Zimskega dvorca.

## Življenje
Leta 1774 je kot kadet vstopil v Novotroitski kirasirski polk; leta 1779 je dosegel čin korneta. Sodeloval je v vojnah s Turki (1788-91), s Poljaki (1792, 1794) in Francozi (1806-07); zaradi zaslug je bil 12. decembra 1807 povišan v polkovnika. 15. novembra istega leta je bil imenovan za poveljnika Jekaterinoslavskega kirasirskega polka in 12. oktobra 1811 za poveljnika Astrahanskega kirasirskega polka. 
16. marca 1813 je bil povišan v generalmajorja. Med bitko za Leipzig je bil hudo ranjen, zaradi česar je kmalu umrl.